# Fengping, Chongqing
Fengping (kinesiska: 冯坪) är en socken i sydvästra Kina. Den ligger i Fengjie härad i storstadsområdet Chongqing,  omkring 320 kilometer nordost om det centrala stadsdistriktet Yuzhong. Antalet invånare är 15 497. Befolkningen består av 7 322 kvinnor och 8 175 män. Barn under 15 år utgör 25,0 %, vuxna 15-64 år 62 %, och äldre över 65 år 11,0 %.